# 汪立三
汪立三（1933年3月24日—2013年7月6日），中国作曲家，音乐教育家。原籍四川犍为，生于湖北武汉。曾任中国音乐家协会常务理事，哈尔滨师范大学艺术学院院长。代表作有钢琴曲《东山魁夷画意组曲》、《他山集》（序曲与赋格五首）、《在阳光下》。

## 生平
1933年3月24日，汪立三生于湖北省武汉市的一个文化家庭。祖父汪金波为晚清进士；父亲汪正理为立德会计学院院长，毕业于复旦大学经济系以及东吴大学法学院，喜爱京剧并粗通音律；母亲苏必蕙为会计；哥哥爱好西方古典音乐。这样的家庭环境汪立三很大的文化熏陶。汪立三少年时期就喜爱音乐、美术。
1948年汪立三考入四川省立艺术专科学校（现成都艺术专科学校）音乐科，在此期间曾参加民主青年协进会（中国共产党的外围组织）发动的学生运动。1951年考入中央音乐学院华东分院（上海音乐学院的前身）作曲系。汪立三曾师从丁善德（作曲）、柔桐（作曲、和声）、陈铭志（复调）、朱启东（配器）、沈知白（音乐史学）。在此期间，他创作了钢琴曲《兰花花》（成为其著名曲目）、《小奏鸣曲》（荣获上海音乐学院创作一等奖）等。
于《人民音乐》1957年第4期发表，与刘施任、蒋祖馨合作的学术文章《论对星海同志一些交响乐作品的评价问题》使汪立三被划为右派。1958年5月至1959年9月被遣送到上海浦东农场劳动，1959年9月被下放至北大荒的合江农垦局文艺工作团。1963年调到哈尔滨艺术学院音乐系，开始了其五十余年的教学生涯。后哈尔滨艺术学院于1965年7月并入哈尔滨师范学院（今哈尔滨师范大学）艺术系（先后改名为音乐系、艺术学院、音乐学院）。
文化大革命期间，他也受到过批斗，并插队到双城县东官公社东诚大队。
2013年7月6日晚，汪立三因病逝世，享年80岁。2013年7月12日，追悼会在上海举行。